# Atlético Chiriquí
El Club Deportivo Atlético Chiriquí fue un club de fútbol panameño de la ciudad de David en la Provincia de Chiriquí. Participó hasta su desaparición en la Primera División de Panamá, luego de su regreso en 2019. Para la temporada 2024 jugaría en la Liga de Promoción (segunda división), luego de su descenso en el segundo semestre del 2023. Pero días después fue desafiliado de toda competencia federada. Su cupo fue ocupado por el Veraguas United FC.

## Historia
El Club fue fundado el 18 de junio de 2002, debido a la ausencia de un club chiricano en la ANAPROF (hoy en día conocida como Liga Panameña de Fútbol), después de la desaparición del Chiriquí Fútbol Club.
El club compitió en la segunda división, donde logró su ascenso y campeonato en 2004, la final fue disputada contra el Sabanitas Fútbol Club.
En 2007 para el torneo clausura hizo una excelente labor sacando 26 puntos donde el equipo tuvo que esperar hasta la última jornada para ver su clasificación a semifinales pero dependía de otro equipo, la cual tuvo que optar para quedar con la quinta posición ese año.
Para la temporada 2012-13 el equipo fue relegado a la Liga Nacional de Ascenso, dejando el interior del país sin equipo de fútbol en el máximo circuito.
El 1 de junio de 2014 el Atlético Chiriquí logra nuevamente su ascenso a la Liga Panameña de Fútbol en el Estadio Rommel Fernández luego de jugar una temporada en la Liga Nacional de Ascenso, después de vencer al SUNTRACS Fútbol Club en la superfinal que se disputó entre los dos ganadores de los torneos Apertura y Clausura de la temporada 2013-2014, el partido terminó por 1-0 a favor del Atlético Chiriquí, lo que le valió su regreso a la máxima categoría del fútbol panameño.

### Temporada 2009
El Atlético Chiriquí hace una su mejor presentación en los torneos que ha estado participando en la LPF llegando por primera vez a alcanzar una segunda ronda, en el Apertura 2009 con un director Chiricano como lo es Mario Méndez alcanzando la segunda posición con 33 puntos logra avanzar a las semifinales donde es eliminado por el equipo Tauro FC de Panamá. Con el talento de Carlos Valdés y otros jugadores como Clive Trottman, Richard Miranda, Davis Granados, Martín Gómez, Manuel Torres, Óscar Vargas y Auriel Gallardo estos últimos los goleadores del equipo con nueve tantos cada uno, el Atlético Chiriqui hizo historia en el Fútbol de Panamá. 
En los dos torneos siguientes repetiría la misma hazaña de llegar las semifinales, pero al igual que el año pasado sería eliminado en esta instancia, ahora en mano del Tauro FC y el San Francisco FC sucesivamente.

### Regresó a primera división

#### Temporada 2018-2019
Durante la temporada 2018-19, la Liga Panameña de Fútbol (Primera División de Panamá), bajo el mando de la Federación Panameña de Fútbol y del nuevo presidente electo Manuel Arias, se había decidido ampliar dicha división de diez (10) a doce (12) equipos, para la temporada 2019-20, pero dicha decisión fue rechazada al final por los clubes de primera división.
Fue por ello, que luego de resultar Campeón del Torneo Clausura 2019 de la Liga de Ascenso LPF venciendo 2-1 al SD Atlético Nacional en el Estadio Maracaná. Pasó a disputar la Súper Final de Ascenso venciendo a Leones de América (Veraguas FC) 2-1 en el Estadio San Cristóbal (Casa del Atlético Chiriquí). El equipo chiricano se quedaba con el cupo directo a la máxima categoría del fútbol panameño. Y junto al Leones de América (Campeón del Torneo Apertura 2018) representando a la Provincia de Veraguas y al Azuero FC representando a la Península de Azuero (Herrera y Los Santos). Formaron parte de la nueva era del fútbol panameño.

#### Temporada 2022
En noviembre de 2021 se anuncia la alianza estratégica entre el consorcio Compañía Digital de Televisión (bajo la marca de Nex) y el mexicano Grupo Multimedios, los cuáles se unieron a formar parte del club como socios accionistas.
El Atlético Chiriquí logra su clasificación a las semifinales del Torneo Apertura 2022 quedando en la primera posición de la Conferencia Oeste. 
Después de finalizado el Torneo Apertura 2022, por temas extradeportivos, el grupo mexicano Multimedios y Nex Panamá dejaron de ser accionistas del club. 
Posteriormente a esto para el segundo semestre del 2022 fue adquirido en un 90% por un grupo empresarial colombiano, comandado por el exjugador César Valoyes, quien empezó a ejercer como presidente del mismo.

#### Desafiliación y desaparición
Luego de atravesar problemas financieros desde durante las temporadas 2022 y 2023. El 4 de octubre de 2023 el club anunciaba  la venta del mismo a un nuevo grupo inversor. Sin embargo, los problemas no acabarían y la nueva administración del Atlético Chiriquí, bajo la presidencia de Henry Eyner Isaza según consta en su personería jurídica, mantendría nuevamente a sus jugadores de la Liga Panameña de Fútbol, sin el gozo al día de sus pagos salariales.
Adicionalmente a esto se adeudaba finiquitos por rescisión de contratos que previamente se habían pactado a pagarse al 30 de noviembre de 2023. Sin embargo, el club hizo caso omiso a los fallos emitidos por la Cámara Nacional de Resolución de Disputas, en cuanto a pagos por fallos en contra, donde adeudaban cierta cantidad a un jugador.
Por estas deudas y al no contar con la solvencia económica, no pudieron pasar el Licenciamiento de clubes de la Federación Panameña de Fútbol y CONCACAF. Fue por ello, que el 8 de enero de 2024 la Liga Panameña de Fútbol, mediante un comunicado declaró la desafiliación del club de toda competencia federada, lo que lo llevó a la desaparición del mismo.

## Uniforme
| Período       | Proveedor de indumentaria |
| ------------- | ------------------------- |
| 2013 - 2017   | Mitre                     |
| 2016-2017     | Cejudo                    |
| 2018-2021     | FB Sport                  |
| 2022          | Lotto                     |
| 2022          | Kelme                     |
| 2023-presente | Sin Marca                 |

## Estadio
El estadio San Cristóbal ubicado en la Ciudad de David, Chiriquí es el principal estadio de la Provincia chiricana para lo referente al fútbol este estadio tiene una capacidad de 80 personas.
El estadio que, a principios de 2008, tuvo un cambio ya que se procedió a mejorar la cancha sintética y gradas.
Para la temporada 2016 - 2017 el equipo jugaba sus partidos de locales en la cancha de fútbol de Bugaba, debido a la reconstrucción del estadio San Cristóbal él se espera este listo para finales de octubre de 2018. El nuevo estadio San Cristóbal tendrá capacidad para 2,500 espectadores y con una cancha de grama sintética de alto avaluo por la FIFA y con las medidas de 102 x 68 m. Además contará con un tablero electrónico como el del Estadio Rommel Fernández Gutiérrez. Siendo así, este estadio podrá a partir de su reapertura ser testigo de partidos internacionales de la Selección de Fútbol de Panamá y de su equipo el Atlético Chiriqui en competiciones internacionales.

## Su hinchada
Sus hinchas son conocidos como los Rojiverdes, los del Valle de la Luna o los Lobos Chiricanos.

## Jugadores

### Plantilla 2023
- Los equipos panameños no están limitados a tener en la plantilla un determinado número de jugadores extranjeros.

### Altas y bajas
| Jugador | Posición | Procedencia |
| ------- | -------- | ----------- |

| Jugador           | Posición      | Destino          |
| ----------------- | ------------- | ---------------- |
| Andrés Palmezano  | Defensa       | Bandera de ?     |
| Porfirio Ávila    | Defensa       | San Francisco FC |
| Freyn Figueroa    | Mediocampista | Monagas SC       |
| Juan Ramírez      | Mediocampista | Bandera de ?     |
| José Bernal       | Mediocampista | Deportivo Pasto  |
| Chamell Asprilla  | Mediocampista | Bandera de ?     |
| Rodolfo Ford      | Delantero     | Moca FC          |
| Jhostin Armuelles | Delantero     | CD Bocas FC      |
| Omar Montaño      | Delantero     | Bandera de ?     |
| Cristian Sánchez  | Delantero     | Bandera de ?     |

### Extranjeros
| Nacionalidad | N.º     | Jugadores |
| América      | América | América |
| ------------ | ------- | --- |
| Colombia     | 31      | Anderson Díaz, Nelson Gómez. Juan Arcila, Lid Carabalí, Cristian Rivas, Joel Salas, Erick Padilla, Deivis Granados, Jhon Mena, Erick Araya, Milton Correa. Alexander Moreno, Juan Murillo, James Sánchez, Pablo Murillo, Víctor Pérez, Leiner Rolong, Álvaro Noreña, Jean Becerra, Freyn Figueroa. José Flórez, Franklin Escobar, Jorge Iguarán, Christian Banguera, Víctor Asprilla, Luis Escobar, Aldair Valenciano, Kevin Salazar, John Parra, Omar Montaño. |
| Costa Rica   | 5       | Érick Araya, Rigoberto Jiménez, Jonathan Marchena. César Calderón, Daniel Carrera. |
| Venezuela    | 3       | Johao Martínez. David Rajchenberg, David Puche. |
| Belice       | 2       | Woodrow West. Ryan Simpson. |
| Perú         | 2       | Rafael Asca, Ricardo Miranda. |
| Argentina    | 1       | Leandro Bessone. |
| Brasil       | 1       | Aldair da Silva. |
| Ecuador      | 1       | Yarol Tafur. |

## Entrenadores

### Lista de directores
- Alfredo Poyatos (2006)
- Daniel Valencia (2007)
- Jair Palacios  (2007)
- Leroy Foster (2008)
- Mario Méndez (2008–noviembre de 2010)
- Carlos Flores (diciembre de 2010–julio de 2011)
- Ismael Benítez (agosto de 2011–agosto de 2011)
- Orlando Arenas Valencia (agosto de 2011–mayo de 2012)
- Mario Méndez (mayo de 2012–marzo de 2013)
- Javier Wanchope (marzo de 2013-noviembre de 2015)
- Mario Méndez (noviembre 2015-2018)
- Patricio Sampó (2019)
- Noel Gutiérrez (2019-2020)
- Miguel Ángel Zahzú (2020)
- Patricio Sampó (2020-2021)
- Alberto Valencia (2021-2022)
- Dayron Pérez (2022-2023)
- Jonathan Parra (julio de 2023-septiembre de 2023)
- Herney Duque (septiembre-diciembre 2023)

## Lista de presidentes
- Denis Arce
- Esteban López (2017 - 2019)
- Óscar López (2019 - 2022)
- César Valoyes (2022 - 2023)
- Henry Eyner Isaza (2023)

## Jugadores destacados
- Luis Gallardo
- Eybir Bonaga
- Mario Méndez
- Javier Mercado
- Martín Gómez
- James Sánchez
- Carlos Valdez
- Jimmy Duarte
- Gabriel Ávila
- José Guerra
- Arnold Villareal

## Filiales

### Atlético Chiriquí II
Contó con un filial denominado Club Deportivo Atlético Chiriquí II, participó desde la temporada 2021 hasta la 2023 en la Liga de Promoción (Segunda división) hasta que su principal desapareciera por temas financieros.

### Atlético Chiriquí Femenino
El Atlético Chiriquí Femenino fue un club filial de categoría femenina que participó durante los torneos 2019, 2021 y 2022 en la Liga de Fútbol Femenino.

## Palmarés

### Torneos Extintos
- Liga Nacional de Ascenso (3): 2004, Apertura 2014, Clausura 2019.
- Super Final Ascenso LPF (2): 2014, 2019.